# Деветоугао
У геометрији, деветоугао је многоугао са девет темена и девет страница.

### Правилни деветоугао
Правилни деветоугао је деветоугао код кога су све странице једнаке дужине и сви унутрашњи углови једнаки.

Сваки унутрашњи угао правилног деветоугла има 140° (степени), а збир свих унутрашњих углова било ког деветоугла износи 1260°.
Ако му је основна страница дужине {\displaystyle a\,\!}, површина правилног деветоугла се одређује формулом

{\displaystyle P={\frac {9a^{2}}{4}}\mathop {\mathrm {ctg} } \,{\frac {\pi }{9}}\approx 6.18182a^{2}}.

Површина се може израчунати и са

{\displaystyle P={\frac {9}{2}}R^{2}\sin {\frac {2\pi }{9}}=9r^{2}\mathop {\mathrm {tg} } \,{\frac {\pi }{9}}}

где је {\displaystyle R} - полупречник описаног круга, а {\displaystyle r} - полупречник уписаног круга.

Обим правилног деветоугла коме је страница дужине {\displaystyle a\,\!} биће једнак {\displaystyle 9a\,\!}.

### Конструкција
Правилни деветоугао се не може конструисати уз помоћ лењира и шестара.

Пошто није могуће конструисати трећину задатог угла помоћу лењира и шестара, немогуће је конструисати угао од 20°, а самим тим и угао од 40°, што је централни угао деветоугла. 
Конструкцију је могуће извести уз помоћ означеног лењира и шестара, али се она не прихвата као математички коректна, а такође постоје и приближне конструкције уз помоћ лењира и шестара.